# Tchona
La Tchona (en russe : Чона) est une rivière de Russie qui coule en République de Sakha, en Sibérie orientale. C'est un affluent de la rivière Viliouï en rive droite, donc un sous-affluent de la Léna.

## Géographie
La Tchona est longue de 802 km. Son bassin versant a une superficie de 40 600 km², surface comparable à celle de la Suisse. 
La Tchona naît dans la taïga est-sibérienne qui couvre le sud du plateau de Sibérie centrale, à une quarantaine de kilomètres à l'est du cours supérieur de la Toungouska inférieure (affluent majeur du Ienisseï). La rivière se dirige droit au nord, parallèlement à la Toungouska précitée. Après avoir parcouru ainsi près de 400 kilomètres, elle change d'orientation et adopte la direction du nord-est. Elle finit par se jeter dans le Viliouï en rive droite, au niveau du grand lac de barrage Viliouïskoïe vodokhranilichtche (Вилюйское водохранилище). 
En règle générale, la Tchona est prise par les glaces au mois d'octobre, et ce jusqu'au mois de mai.

## Hydrométrie - Les débits à Tchona
Le débit de la Tchona a été observé pendant 25 ans (durant la période 1974 et 1999) à Tchona, localité située à 296 kilomètres de son confluent avec le Viliouï, et à une altitude de 244 mètres. 
Le débit inter annuel moyen ou module observé à Tchona durant cette période était de 86,9 m3/s pour une surface de drainage prise en considération de 21 000 km2, soit plus ou moins 52 % de la totalité du bassin versant de la rivière qui en compte 40 600.
La lame d'eau écoulée dans son bassin se monte ainsi à 131 millimètres par an, ce qui est assez modeste, mais correspond aux mesures effectuées sur les cours d'eau de la moitié sud du plateau de Sibérie centrale. 
Rivière alimentée avant tout par la fonte des neiges, la Tchona est un cours d'eau de régime nival. 
Les hautes eaux se déroulent au mois de mai et en début juin, ce qui correspond à la débâcle de printemps et à la fonte des neiges. Au mois de juin, le débit baisse considérablement et cette baisse se poursuit en juillet. Par après le débit mensuel se stabilise plus ou moins jusqu'à la fin de l'automne. On remarque une hausse légère en septembre, liée aux précipitations de saison. Le débit baisse à nouveau en novembre, ce qui constitue l'entrée en période des basses eaux. Celle-ci a lieu de novembre à avril inclus et correspond aux gels de l'hiver qui envahissent toute la Sibérie. 
Le débit moyen mensuel observé en mars (minimum d'étiage) est de 1,88 m3/s, soit à peine 0,3 % du débit moyen du mois de mai (642 m3/s), ce qui montre des variations saisonnières d'amplitude extrême, comme la plupart des cours d'eau du bassin de la Léna. Ces écarts de débit mensuel peuvent être plus marqués encore d'après les années : sur la durée d'observation de 25 ans, le débit mensuel minimal a été de 0,50 m3/s en février 1986, tandis que le débit mensuel maximal s'élevait à 908 m3/s en mai 1978.
En ce qui concerne la période estivale, la plus importante car libre de glaces (de mai à septembre inclus), le débit minimal observé a été de 9,66 m3/s en août 1986, niveau assez faible qui implique des étiages d'été assez sévères.  